# Koiraluoto (ö i Södra Savolax, S:t Michel, lat 61,89, long 27,21)
Koiraluoto är en ö i Finland. Den ligger i sjön Kyyvesi och i kommunen Sankt Michel i den ekonomiska regionen  S:t Michel och landskapet Södra Savolax, i den södra delen av landet, 220 km nordost om huvudstaden Helsingfors. Öns area är omkring 300 kvadratmeter och dess största längd är 50 meter i öst-västlig riktning.